# Теарце (община)
Община Теарце (мак. Општина Теарце) — община в Північній Македонії. Адміністративний центр — село Теарце. Розташована на північному заході Македонії, Полозький статистично-економічний регіон, з населенням 22 454 мешканців, які проживають на площі — 164,45 км².